# Пједикавало
Пједикавало (итал. Piedicavallo) је насеље у Италији у округу Бијела, региону Пијемонт.
Према процени из 2011. у насељу је живело 124 становника. Насеље се налази на надморској висини од 1064 м.

## Становништво
Према резултатима пописа становништва 2011. у општини је живело 203 становника.
| 1931. | 1936. | 1951. | 1961. | 1971. | 1981. | 1991. | 2001. | 2011. |
| ----- | ----- | ----- | ----- | ----- | ----- | ----- | ----- | ----- |
| 1.029 | 691   | 565   | 471   | 328   | 260   | 191   | 187   | 203   |

## Партнерски градови
- Аврије